# Carposina epomiana
Carposina epomiana is een vlinder uit de familie van de Carposinidae. De wetenschappelijke naam van de soort is voor het eerst geldig gepubliceerd in 1885 door Meyrick.